# لئونتیوس
لئونتیوس (به یونانی: Λεόντιος، به لاتین: Leontius) (درگذشتهٔ ۱۵ فوریه ۷۰۶) امپراتور روم شرقی (بیزانس) از ۶۹۵ تا ۶۹۸ بود. او پس از خلع ژوستینیان دوم از قدرت بر تخت امپراتوری نشست اما خود نیز توسط تیبریوس سوم برکنار و پس از بازگشت دوبارهٔ ژوستینیان به قدرت همراه با تیبریوس اعدام گردید.

## زندگینامه

### سال‌های نخستین
لئونتیوس زادهٔ ایسوریا بود و توانایی‌هایش سبب شد تا به‌سرعت مدارج نظامی را پیموده و در زمان کنستانتین چهارم به عنوان استراتگوس (فرماندار نظامی) ناحیهٔ آناتولی منصوب شود.
در دوران حکومت ژوستینیان دوم، او لئونتیوس را برای فرماندهی سپاهیان روم شرقی درمقابله با مسلمانان در گرجستان و ارمنستان برگزید. این حملات با موفقیت همراه بود و لئونتیوس ادامهٔ جنگ را به آذربایجان و پادشاهی اران کشید. پیروزی‌های او در نبرد تا آنچا پیش رفت که سرانجام عبدالملک بن مروان، خلیفهٔ اموی مجبور به مذاکره و امضای عهدنامه‌ای با امپراتوری بیزانس و دادن خراج به امپراتور روم شرقی شد. با این حال با شروع مجدد جنگ با امویان در ۶۹۲، لئونتیوس دیگر نتوانست پیروزی‌های پیشین خود را تکرار نماید و در نبرد سباستوپولیس از آنان شکست خورد. این موضوع خشم ژوستینیان دوم را برانگیخت و برای تنبیه لئونتیوس او را به مدت دو سال زندانی کرد.

### شورش و در دست گرفتن قدرت
لئونتیوس در ۶۹۵ از زندان آزاد شد و ژوستینیان این بار او را به فرمانداری نظامی ناحیهٔ هلیادی منصوب نمود. اما لئونتیوس در مقابل دست به شورش علیه امپراتور زد و دیری نپایید که با کمک انجمن ارابه‌رانان آبی، کالینیکوس، پاتریارک قسطنطنیه و توانایی‌های نظامی خودش توانست ژوستینیان دوم را از قدرت خلع و خود بر تخت امپراتوری نشیند. او سپس دستور داد تا بینی و زبان ژوستینیان را بریده و او را به کرسون در شبه جزیره کریمه تبعید نمود.

### دوران حکومت و برکناری از قدرت
لئونتیوس در طول حکومت نه‌چندان محبوبش با خودداری از شرکت در اکثر عملیات نظامی، بیشترین توجه خود را معطوف یکپارچه‌سازی امپراتوری نمود. اما این عدم فعالیت و در حالت دفاعی به‌سر بردن کشور سبب شد تا عبدالملک بن مروان طی لشگرکشیش به کارتاژ موفق به فتح آن سرزمین در ۶۹۷ شود. پس از این اتفاق لئونتیوس ناوگانی را برای بازپس‌گیری کارتاژ به آنجا فرستاد اما نتیجه‌اش چیزی جز شکست در نبرد معروف به نبرد کارتاژ در ۶۹۸ نبود.
نیروهای بیزانسی به‌دنبال این شکست به‌جای گزارش عدم موفقیت خود دست به شورش زده و با برکناری دریاسالار خود، دریانوردی ژرمانی به‌نام آسپیماروس را به رهبری خود برگزیدند. آسپیماروس پس از این انتخاب نام خود را به‌سرعت به تیبریوس سوم تغییر داد و پس از بازگشت ناوگان به قسطنطنیه در ۶۹۸ لئونتیوس را از قدرت برکنار ساخت.

### زندان و مرگ
تیبریوس پس از در دست گرفتن قدرت فرمان به بریدن زبان و بینی امپراتور خلع‌شده داد و پس از آن لئونتیوس را در صومعهٔ ساماتیون در قسطنطنیه زندانی کرد. با این حال در ۷۰۵ امپراتور برکنارشدهٔ پیشین ژوستینیان، بار دیگر به قدرت بازگشت و امپراتوری را در دست گرفت. در ۱۵ فوریهٔ ۷۰۶، تیبریوس و لئونتیوس را در خیابان‌های شهر چرخاندند و مردم به سویشان زباله پرت کردند. آنها را سپس به میدان اسب‌دوانی برده، حکم مرگشان را صادر و اعدامشان نمودند.